# Campo Lameiro
Campo Lameiro – gmina w Hiszpanii, w prowincji Pontevedra, w Galicji, o powierzchni 63,77 km². W 2011 roku gmina liczyła 2009 mieszkańców.